# Hydrophyllum tenuipes
Hydrophyllum tenuipes là loài thực vật có hoa trong họ Mồ hôi. Loài này được A.Heller mô tả khoa học đầu tiên năm 1898.